# Informatica
Informatica Corporation ist ein US-amerikanischer Anbieter von Datenintegrationssoftware für verschiedene Geschäftsbereiche.
Die Produkte der Firma unterstützen firmenweite Datenintegration und Datenqualitätslösungen, die unter anderem Data Warehousing, Datenmigration, Datenkonsolidierung, Datensynchronisation und Datensteuerung beinhalten.

## Geschichte
Informatica (NASDAQ: INFA) wurde 1993 im Silicon Valley von den indischen Unternehmern Gaurav Dhillon und Diaz Nezamoney gegründet. Es entstand aus der Idee, dass Datawarehouses nicht mehr in Handarbeit eingelesen werden sollten, sondern mit grafischen Werkzeugen erstellt werden können. Im Oktober 2012 übernahm Informatica den Stuttgarter Datenmanagement-Spezialist Heiler Software.
Anfang April 2015 stimmte der Aufsichtsrat (Board of Directors) der Übernahme des Unternehmens durch den Finanzinvestor Permira, Canada Pension Plan Investment Board (CPPIB), Microsoft Corporation und Salesforce Ventures zu.
Nach erfolgter Transformation des Geschäfts auf wiederkehrende Umsätze (Subscription) sowie dem Ausbau des Produktportfolios im Bereich des modernen Cloud- und multi-hybrid Datamanagements erfolgte Ende Oktober 2021 der erneute Börsengang an der NYSE.